# التدخين في فرنسا
تم تقييد التدخين في فرنسا لأول مرة في وسائل النقل العام بموجب قانون الحجاب لعام 1976. تم وضع قيود أخرى في قانون إيفين لعام 1991, والذي يحتوي على مجموعة متنوعة من التدابير ضد إدمان الكحول واستهلاك التبغ. تم فرض حظر أقوى على التدخين في 1 فبراير 2007. يمنع منعا باتا التدخين في الأماكن العامة المغلقة مثل المكاتب والمدارس والمباني الحكومية والمطاعم. يجوز لمسؤولي القانون تطبيق القوانين بغرامات لا تقل عن 500 يورو.

## تاريخ
في أواخر القرن السادس عشر, أدخل جان نيكوت التبغ إلى فرنسا. أطلق عليها اسم "عشبة الملكات" لكن اسمه استخدم للنيكوتين. في عام 1610, أدخل الكاردينال كريسينسيو التدخين إلى فرنسا بعد أن علم به في إنجلترا. أصبحت ذات شعبية واسعة. بعد عام 1650, أصبح السعوط شائعًا بين الطبقات العليا الفرنسية, بما في ذلك النبلاء ورجال الدين. لقد حل محل تدخين التبغ, الذي ظل شائعًا بين الطبقات المتوسطة والدنيا والفلاحين.
وفقا لكاثرين هيل, في عام 1860, كانت مبيعات السجائر المصنعة شبه معدومة. أظهرت مبيعات السجائر نموًا مطردًا, حيث وصل الاستخدام اليومي إلى سيجارتين لكل شخص بالغ بحلول عام 1939. كان هناك انخفاض حاد في الحرب العالمية الثانية (1939-1945), ثم انتعاش سريع. استمرت المبيعات في النمو السريع حتى عام 1975, تلتها فترة استقرار بين عامي 1975 و1992 (حوالي 5.7 سيجارة). بدأت القيود الرئيسية في عام 1976. تم الوصول إلى ذروة استهلاك السجائر في عام 1985, حيث بلغ الحد الأقصى 6 سجائر يوميًا.

### منذ عام 1976
ذكرت كاثرين هيل في عام 1998:
زادت مبيعات التبغ من 3 جرام لكل شخص بالغ يوميًا [في عام 1900] ... إلى حد أقصى قدره 6.8 جرام في عام 1975, ثم انخفض بنسبة 10% بين عامي 1991 و1996. منذ أوائل الخمسينيات من القرن الماضي, أخذت نسبة المدخنين في الانخفاض بين الذكور وفي الزيادة بين الإناث. وفي فرنسا, يُعزى 60 ألف حالة وفاة إلى تدخين التبغ. وتمثل هذه الوفيات 12% من إجمالي الوفيات.
تم فرض القيود الأولى على التدخين في فرنسا في قانون الحجاب لعام 1976, الذي حظر التدخين في وسائل النقل العام. تم إدخال المزيد من القيود في قانون إيفين لعام 1991, والذي تضمن تدابير ضد إدمان الكحول واستهلاك التبغ. تم فرض حظر أقوى على التدخين في عام 2007, والذي حظر التدخين في الأماكن العامة المغلقة مثل المكاتب والمدارس والمباني الحكومية والمطاعم. يجوز لمسؤولي القانون تطبيق القوانين بغرامات لا تقل عن 500 يورو.
سُمي قانون الحجاب على اسم سيمون فاي, وزير الصحة الفرنسي, الذي بادر إلى مكافحة تدخين التبغ في فرنسا عام 1976. حظرت شركة فاي الإعلان عن التبغ أو منتجات التبغ وطلبت من شركات التبغ طباعة تحذيرات شديدة على علب السجائر الخاصة بها, مثل " Abus Dangereux - [الإفراط في الاستخدام خطير]." كان الجانب المهم الآخر لقانون الحجاب هو وضع قيود على أماكن التدخين التي تؤثر على الاستخدام الجماعي (المفتوحة للجمهور).
تم تسمية قانون إيفين على اسم كلود إيفين, الوزير الذي دفع من أجله. يترك القانون بعض المعايير المهمة بشأن ما هو مسموح به وما لا يسمح به فيما يتعلق بأقسام التدخين للوائح الصادرة عن السلطة التنفيذية, وهي تلك اللوائح التي تم تعديلها في عام 2007.
تم تقديم طعن قانوني ضد اللوائح الجديدة أمام مجلس الدولة في عام 2007, ولكن تم رفضه. بموجب قواعد التنفيذ الأولية لقانون إيفين لعام 1991, كان على المطاعم والمقاهي وما إلى ذلك توفير أقسام للمدخنين وغير المدخنين, والتي لم تكن في كثير من الأحيان منفصلة بشكل جيد. في المؤسسات الأكبر حجمًا, يمكن أن تكون أقسام المدخنين وغير المدخنين عبارة عن غرف منفصلة, ولكنها غالبًا ما تكون مجرد مناطق داخل نفس الغرفة.

## الحالة الحالية
يُمنع التدخين واستخدام السجائر الإلكترونية في جميع الأماكن العامة الداخلية (المباني الحكومية, المكاتب, وسائل النقل العام, الجامعات, المتاحف, المطاعم, المقاهي, النوادي الليلية, إلخ). وتخضع المقاهي ومحلات بيع المنتجات المتعلقة بالتبغ لنفس اللائحة. لا توجد استثناءات لغرف التدخين الخاصة التي تستوفي الشروط الصارمة. بالإضافة إلى ذلك, تحظر بعض الأماكن العامة الخارجية أيضًا التدخين واستخدام السجائر الإلكترونية (محطات السكك الحديدية).
اعتبارًا من عام 2015, أعلن 32% من البالغين الفرنسيين أنهم مدخنون منتظمون. في حالة انتهاك قوانين التبغ, يمكن أن يواجه المدخن غرامة تصل إلى 450 يورو وصاحب المكان يصل إلى 750 يورو. تم تقديم التغليف البسيط للسجائر في عام 2017.
في نوفمبر 2023, وكجزء من استراتيجية واسعة النطاق لمكافحة التبغ, أعلنت فرنسا أن التدخين محظور في بعض الأماكن العامة.